# Lepidosaphes rubrovittata
Lepidosaphes rubrovittata är en insektsart som beskrevs av Theodore Dru Alison Cockerell 1905. 
Lepidosaphes rubrovittata ingår i släktet Lepidosaphes och familjen pansarsköldlöss. Inga underarter finns listade i Catalogue of Life.